# オーバータイム・エリート
オーバータイム・エリート（Overtime Elite）は、アメリカ合衆国ジョージア州アトランタを拠点とし、16〜20歳までの選手のみを対象とするプロバスケットボールリーグ。スポーツメディア企業オーバータイムが運営を行なっている。

## 概要
2021年にスポーツメディア企業オーバータイムにより創設されたプロバスケットボールリーグで、16歳〜20歳までの選手が最低でも年間10万ドルの給与を受け取り、将来的なNBA入りを目指す。ただし、任意でNCAAの大学へ進学する権利を保持したままにすることもできる。また、健康保険と身体障害保険が保障されており、プロ入りを諦めた選手には10万ドルが支払われる。
所属選手はバスケだけでなく、リーグが定めた教育カリキュラムにも参加し、一般的な高校で行われている授業に加え、金融リテラシーやSNSとの向き合い方、メンタルヘルスなどを学ぶ。
2021年4月には元NBA選手であり、NCAAのコネチカット大学でヘッドコーチ経験のあるケビン・オリーを最初の指導者として迎え入れた。
2022年には元NBA選手のダミエン・ウィルキンスがGMに就任。同年7月にはパウ・ガソル、カーメロ・アンソニー、ジェイ・ウィリアムスが代表取締役に加わっている。

## 歴史

### 2021-22シーズン
創設初年度はチーム・オーバータイム、チーム・エリート、チームOTEの3チームでスタート。この3チームでのリーグ戦に加え、アメリカ国内の高校、プレップスクールとの対戦も行われた。
2021年5月には、2022年クラスでトップクラスの評価を受けていた双子のアサー・トンプソン、アメン・トンプソンと契約した。
優勝決定戦ではチーム・エリートがチームOTEを破り、初優勝を飾った。シーズン終了後にはチーム・オーバータイムのドミニック・バーローがNBAのサンアントニオ・スパーズとツーウェイ契約を結び、リーグから輩出された最初のNBA選手となった。
2022年夏にはヨーロッパツアーを行い、ABAリーグのKKメガ・バスケットなどと対戦した。

### 2022-23シーズン
2022年9月にリーグを6チームへ拡張することを発表した。従来の3チームをシティ・リーパーズ、YNGドリーマーズ、コールド・ハーツにリニューアルし、さらにヒルクレスト・プレップ、アワー・セイバー・ルーテランスクール、ワード・オブ・ゴッド・クリスチャンアカデミーの3つの高校もリーグに加わった。